# Konrad Dittrich
Konrad Dittrich (* 30. März 1937; † 19. August 2021) war ein deutscher Theologe, Journalist, Autor und Publizist.
Konrad Dittrich war ausgebildeter Theologe, arbeitete aber als Redakteur bei einer Tageszeitung in Niedersachsen und dann als Pressesprecher des Kirchenkreises Lübeck der Nordelbischen Kirche. Er verfasste mehrere Werke über die Stadtgeschichte Lübecks sowie über Norddeutschland und Griechenland. Für die Reiseführer-Reihe Merian live! verfasste er den Band über Korfu und die Ionischen Inseln. Ab 1978 berichtete er aus Lübeck für Zeitungen und Agenturen und war als Konzertkritiker unter anderem für die Lübecker Nachrichten und die Lübeckischen Blätter tätig. Regelmäßig war er auch für die Griechenland Zeitung tätig sowie als dpa-Korrespondent in Athen.

## Werke
- Lübeck – Die Hansestadt und ihre Geschichte. Verlag der Buchhandlung Weiland, Lübeck 1990.
- Griechenland. Festland/Athen. Ullstein, München 1992.
- 850 Jahre Kirche in Lübeck. Schmidt-Römhild, Lübeck 1993.
- Korfu und die Ionischen Inseln. Eine Bildreise. Von Michael Pasdzior und Konrad Dittrich. Ellert & Richter, Hamburg 1996.
- Eiderstedt, Friedrichstadt und Husum. Ellert & Richter, Hamburg 1998.
- Kleines Lexikon Lübeck. Zeiseverlag, Hamburg 2000.
- Kleine Lübecker Stadtgeschichte. Verlag Friedrich Pustet, Regensburg 2007.
- Lübeck und Travemünde. Ellert & Richter, Hamburg 2010.
- Lübeck: Hanse.Häfen.Holstentor: Sonderedition 875 Jahre Hansestadt Lübeck . Von Konrad Dittrich und Leo Bloom. Schmidt-Römhild, Lübeck 2017.
- St. Marien zu Lübeck. Kathedrale für die Stadt. Dräger Druck, Lübeck (ohne Jahr).